# تیسادیولاهازا
تیسادیولاهازا (به مجاری:  Tiszagyulaháza) یک منطقهٔ مسکونی در مجارستان است که در ناحیه هایدوناناش واقع شده‌است. تیسادیولاهازا ۲۰٫۷۸ کیلومتر مربع مساحت و ۷۲۴ نفر جمعیت دارد.